# Croce del Travaglio
La Croce del Travaglio è il centro stradale della città di Siena, punto di incontro delle tre vie principali (via di Città, via Banchi di Sopra e via Banchi di Sotto) che fanno da spina dorsale dei tre Terzi.

## Descrizione
Situata subito a monte della piazza del Campo (separata appena dal breve vicolo di San Pietro), deve il suo nome a un'antica croce che ne segnalava l'importanza e faceva un po' da cartello stradale, indicando ai pellegrini la via per Roma, quella per il nord e quella che conduceva al ricovero di Santa Maria della Scala. "Travaglio" è di etimo più incerto: forse è una contrazione di Triventum, poiché incontrandovisi vie da direzioni diverse vi si incontravano anche i rispettivi venti; oppure, più probabilmente, potrebbe venire da una parola gotica che indica il lavoro e la fatica (da cui derivano il francese travail e l'italiano "travaglio", appunto), essendo zona di numerose attività artigiane; altri ancora lo riferiscono al latino trabs, trave, pensando a possibili cancellate e sbarramenti, altri alla pavimentazione in mattoni.
Nell'alto medioevo infatti accanto al nucleo della Sena Vetus (Castelvecchio e la zona del Duomo), passò la via Francigena, che attraversava appunto la città e lungo la quale si erano formati due animati borghi, divenuti poi il Terzo di Camollia e il Terzo di San Martino. La denominazione "Travaglio" è contenuta per la prima volta in un documento del 5 febbraio 1150, in cui è nominato un certo Scarsello del Travaglio.
Il 19 gennaio 1369 alla Croce del Travaglio le milizie comunali fedeli al governo dei Riformatori sconfisse nella battaglia della Croce del Travaglio le armate imperiali di Carlo IV in supporto alla fazione ostile al governo, i Dodici, e alla casata Salimbeni. Circa due secoli dopo Giovanni Martinozzi vi batté i mercenari di Pandolfo Petrucci che voleva creare a Siena una Signoria.
In angolo con il vicolo di san Pietro si erge la torre di Roccabruna, un tempo altissima ma scapitozzata nel Cinquecento. Essa era un tempo all'origine del nome alternativo della zona, le "Tre vie di Roccabruna". Vi si trova accanto un palazzetto trecentesco decorata da un'elegante trifora.
Il monumento più importante della Croce del Travaglio è comunque la Loggia della Mercanzia, costruita da Sano di Matteo nel 1417-1428 in uno stile di transizione tra gotico e rinascimentale.